# Abies nephrolepis
Abies nephrolepis е вид ела от семейство Борови (Pinaceae). Видът е незастрашен от изчезване.

## Разпространение
Разпространен е в северозападен Китай, Северна Корея и югоизточна Русия.